# Teleki Ádám (katonatiszt, 1789–1851)
Széki gróf Teleki Ádám (Kolozsvár, 1789. július 14. – Szirák, 1851. november 3.) honvéd tábornok, császári ezredes.

## Családja
Az erdélyi főnemesi származású széki gróf Teleki család református vallású ágának a sarja. Apja (III.) gróf széki Teleki László (1764-1821) híres könyvgyűjtő volt. Halála után könyvtárát felesége és fiai az Akadémiának ajándékozták. Anyja széki gróf Teleki Mária volt (meghalt: 1830-ban). Heten voltak testvérek; 5 fiú: Ádám, József, Sámuel, Dénes és László és két lány: Janka és Auguszta. A hét testvér közül ő volt a legidősebb.
Nem házasodott meg.

## Élete
Iskolái befejezése után a katonai pályát választotta hivatásául. A nádor huszároknál volt ezredes, a 12. Nádor-huszárezred parancsnoka lett.
1848 nyarán honvéd tábornok, a drávai sereg főparancsnoka volt. Teleki Ádám és tisztjei kényes helyzetbe kerültek. A magyar alkotmányra tett esküjük, a magyar tisztek többségében élő hazafias szellem indokolta volna a fegyveres ellenállást, az a tény azonban, hogy a harcot lényegében császári csapatok ellen kellett volna megvívni, kiút keresésére ösztönözte őket. A magyar hadsereg ezért a harcot nem vette fel, de ki sem szolgáltatta magát Jelasics csapatainak, hanem megkezdte a visszavonulást Székesfehérvár felé. A visszavonulást a magyar vezetés nem nézhette tétlenül, ezért Teleki Ádámot felmentették hadseregparancsnoki beosztásából, és az időközben új kormányt alakított Batthyány Lajos javaslatára a fővezérségre István főherceget, Magyarország nádorát kérték fel.
Mivel szeptember közepén Jelasics seregével vonakodott csatába bocsátkozni, októberben kilépett a honvédségtől. Ennek ellenére a császári haditörvényszék 1849 végén rangvesztésre ítélte.
Nőtlenül, 62 éves korában a Nógrád vármegyei Szirákon halt meg.